# Peter-Michael Fischer
Peter-Michael Fischer (* 1936) ist ein deutscher Ingenieur und Musikwissenschaftler.
Fischer studierte Elektrische Nachrichtentechnik in Karlsruhe (Promotion zum Dr.-Ing). 1991 erhielt er den Dr. phil. habil. für systematische Musikwissenschaft. Er lehrte bis 1997 als außerplanmäßiger Professor an der Hochschule für Musik Karlsruhe, wo er bis 1994 das Studio für Elektronische Musik leitete.

## Veröffentlichungen
- Zur Sängerstimme, zur elektronischen Musik. Methodische Einführung – gesammelte Vorträge. Lang, Frankfurt am Main u. a. 1999, ISBN 3-631-34898-3.
- Die Stimme des Sängers. Analyse ihrer Funktion und Leistung – Geschichte und Methodik der Stimmbildung. Metzler, Stuttgart u. a. 1993, ISBN 3-476-00882-7 (2. durchgesehene Auflage: ebenda 1998, ISBN 3-476-01604-8).